# Chongryon

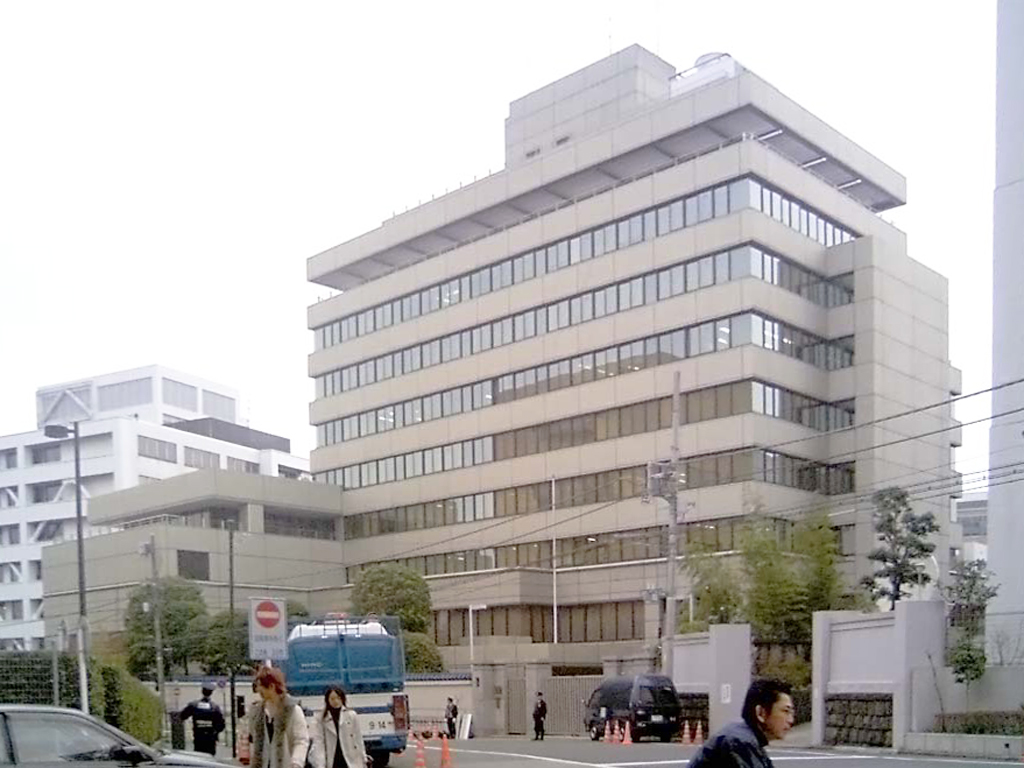
Het hoofdkantoor van Chongryon in Tokio

Chongryon (Koreaans: 총련) is de Algemene Associatie van Koreaanse Ingezetenen van Japan. Het is een organisatie die zich inzet voor de Zainichi Koreanen in Japan. Hun hoofdkantoor is in Tokio. Chongryon heeft zeer nauwe banden met Noord-Korea en is in feite de ambassade van Noord-Korea in Japan.
Chongryon werd opgericht op 25 mei 1955 onder leiding van Han Duk-su. De organisatie heeft de leiding over een groot aantal scholen met een eigen lesprogramma. De schoolreizen hebben dan ook meestal Pyongyang als bestemming. Vroeger werden de scholen gefinancierd door Noord-Korea, maar nu zorgen enkele lokale Japanse autoriteiten daar deels voor. De Japanse overheid gaat niet in op de vraag van Chongryon om de scholen met staatsgeld te steunen.
Anderzijds heeft Chongryon ook een eigen uitgeverij en dagblad, waarvan het bekendste The People's Korea is. De organisatie bezit ook nog recreatiecentra, de Federation of Traders and Industrialists in Japan en de Federation of Korean Credit Associations. De laatste organisatie alleen al heeft een kapitaal dat meer dan 2,5 miljard yen bedraagt. 
Veel leden van Chongryon hebben ook een Zuid-Koreaanse identiteitskaart. Voor Zuid-Korea is dit geen probleem, want volgens hen zijn alle inwoners van Noord-Korea ook inwoners van Zuid-Korea.
De organisatie is niet onomstreden. Zo viel de Japanse politie verschillende gebouwen waaronder het hoofdkantoor in Tokio binnen als onderdeel van een onderzoek naar vermeende verduistering van een hoge ambtenaar.